# Llapó argilenc
El llapó argilenc, Najas marina, és una espècie de planta aquàtica de distribució cosmopolita. Es pot trobar en aigües dolces i salobres o alcalines.
Najas marina fa com a màxim 40 cm de llargada i d'1 a 3 mm de gruix. És una planta dioica.

## Varietats i subespècies
Actualment 9 tàxons estan acceptats:
- Najas marina subsp. arsenariensis (Maire) L.Triest - Algèria
- Najas marina var. brachycarpa Trautv. - Xina i Kazakhstan
- Najas marina subsp. commersonii L.Triest - Madagascar, Maurici, illa de la Reunió
- Najas marina var. grossidentata Rendle - Corea i Manxúria
- Najas marina var. intermedia (Wolfg. ex Gorski) Rendle - Espanya, Sicília, Àfrica, Orient Mitjà, Xina, Sri Lanka
- Najas marina var. marina
- Najas marina subsp. marina
- Najas marina subsp. sumatrana (W.J.de Wilde) L.Triest - Sumatra
- Najas marina var. zollingeri Rendle - Bali